# Convocazioni per il campionato europeo femminile di calcio 1989
Questa pagina elenca le giocatrici convocate per il campionato europeo femminile di calcio a Germania Ovest 1989.

## Germania
Selezionatore: Gero Bisanz
| N. | Pos. | Giocatore                 | Data nascita (età)          | Pres. | Reti | Squadra                 |
| -- | ---- | ------------------------- | --------------------------- | ----- | ---- | ----------------------- |
|    | P    | Marion Isbert             | 25 febbraio 1964 (25 anni)  |       |      | TuS Ahrbach             |
|    | P    | Elke Walther              | 1º aprile 1967 (22 anni)    |       |      |                         |
|    | D    | Roswitha Bindl            | 14 gennaio 1965 (24 anni)   |       |      | Bayern Monaco           |
|    | D    | Andrea Haberlaß           | 26 gennaio 1964 (25 anni)   |       |      |                         |
|    | D    | Frauke Kuhlmann           | 27 settembre 1966 (22 anni) |       |      |                         |
|    | D    | Petra Landers             | 16 gennaio 1962 (27 anni)   |       |      |                         |
|    | D    | Jutta Nardenbach          | 13 agosto 1968 (20 anni)    |       |      | TuS Ahrbach             |
|    | D    | Sissy Raith               | 11 giugno 1960 (29 anni)    |       |      | TSV Siegen              |
|    | D    | Britta Unsleber           | 25 dicembre 1966 (22 anni)  |       |      | FSV Frankfurt           |
|    | C    | Petra Damm                | 20 marzo 1961 (28 anni)     |       |      |                         |
|    | C    | Angelika Fehrmann         | 6 gennaio 1964 (25 anni)    |       |      |                         |
|    | C    | Doris Fitschen (capitano) | 25 ottobre 1968 (20 anni)   |       |      | VfR Eintracht Wolfsburg |
|    | C    | Ursula Lohn               | 7 novembre 1966 (22 anni)   |       |      |                         |
|    | C    | Claudia Sonn              | 7 gennaio 1966 (23 anni)    |       |      |                         |
|    | C    | Martina Voss              | 22 dicembre 1967 (21 anni)  |       |      | TSV Siegen              |
|    | A    | Thekla Krause             | 18 maggio 1969 (20 anni)    |       |      |                         |
|    | A    | Heidi Mohr                | 29 maggio 1967 (22 anni)    |       |      | TuS Niederkirchen       |
|    | A    | Silvia Neid               | 2 maggio 1964 (25 anni)     |       |      | TSV Siegen              |

## Italia
Selezionatore: Sergio Guenza
| N. | Pos. | Giocatore            | Data nascita (età)         | Pres. | Reti | Squadra            |
| -- | ---- | -------------------- | -------------------------- | ----- | ---- | ------------------ |
| 1  | P    | Roberta Russo        |                            |       |      |                    |
| 2  | D    | Paola Bonato         | 31 gennaio 1961 (28 anni)  |       |      |                    |
| 3  | C    | Emma Iozzelli        | 12 giugno 1966 (23 anni)   |       |      |                    |
| 4  | C    | Elisabetta Saldi     | 20 gennaio 1960 (29 anni)  |       |      |                    |
| 5  | D    | Adele Marsiletti     | 7 novembre 1964 (24 anni)  |       |      |                    |
| 6  | D    | Anna Mega            | 21 ottobre 1962 (26 anni)  |       |      | Juve Siderno       |
| 7  | C    | Feriana Ferraguzzi   | 20 febbraio 1959 (30 anni) |       |      | Standard Liegi     |
| 8  | C    | Maria Mariotti       | 27 gennaio 1964 (25 anni)  |       |      | Reggiana           |
| 9  | C    | Antonella Carta      | 1º marzo 1967 (22 anni)    |       |      | Giugliano Campania |
| 10 | A    | Elisabetta Vignotto  | 13 gennaio 1954 (35 anni)  |       |      | Reggiana           |
| 11 | A    | Carolina Morace      | 5 febbraio 1964 (25 anni)  |       |      | Lazio              |
| 12 | P    | Giorgia Brenzan      | 21 agosto 1967 (21 anni)   |       |      | Modena Euromobil   |
| 13 | C    | Elisabetta Bavagnoli | 3 settembre 1963 (25 anni) |       |      | Modena Euromobil   |
| 14 | D    | Federica D'Astolfo   | 27 ottobre 1966 (22 anni)  |       |      | Lazio              |

## Norvegia
Selezionatore: Erling Hokstad
| N. | Pos. | Giocatore           | Data nascita (età)          | Pres. | Reti | Squadra         |
| -- | ---- | ------------------- | --------------------------- | ----- | ---- | --------------- |
|    | P    | Hege Ludvigsen      | 28 gennaio 1964 (25 anni)   |       |      | SK Sprint/Jeløy |
|    | D    | Gunn Nyborg         | 21 marzo 1960 (29 anni)     |       |      | Asker           |
|    | D    | Trine Stenberg      | 6 dicembre 1969 (19 anni)   |       |      | Sandviken       |
|    | D    | Bjørg Storhaug      | 9 maggio 1962 (27 anni)     |       |      | Klepp           |
|    | D    | Heidi Støre         | 4 luglio 1963 (25 anni)     |       |      | SK Sprint/Jeløy |
|    | C    | Agnete Carlsen      | 15 gennaio 1971 (18 anni)   |       |      | SK Sprint/Jeløy |
|    | C    | Tone Haugen         | 6 febbraio 1964 (25 anni)   |       |      | Trondheims-Ørn  |
|    | C    | Trude Haugland      | 18 settembre 1966 (22 anni) |       |      | Trondheims-Ørn  |
|    | C    | Torill Hoch-Nielsen | 12 marzo 1966 (23 anni)     |       |      | SK Sprint/Jeløy |
|    | C    | Liv Strædet         | 21 ottobre 1964 (24 anni)   |       |      | SK Sprint/Jeløy |
|    | C    | Cathrine Zaborowski | 3 agosto 1971 (17 anni)     |       |      | Asker           |
|    | A    | Sissel Grude        | 17 febbraio 1967 (22 anni)  |       |      | Klepp           |
|    | A    | Birthe Hegstad      | 23 luglio 1966 (22 anni)    |       |      | Klepp           |
|    | A    | Linda Medalen       | 17 giugno 1965 (24 anni)    |       |      | Asker           |
|    | A    | Turid Storhaug      | 21 ottobre 1968 (20 anni)   |       |      | Klepp           |

## Svezia
Selezionatore: Gunilla Paijkull
| N. | Pos. | Giocatore                   | Data nascita (età)          | Pres. | Reti | Squadra        |
| -- | ---- | --------------------------- | --------------------------- | ----- | ---- | -------------- |
| 1  | P    | Elisabeth Leidinge          | 6 marzo 1957 (32 anni)      |       |      | Jitex BK       |
| 2  | D    | Camilla Fors                | 24 aprile 1969 (20 anni)    |       |      | Jitex BK       |
| 3  | C    | Marie Karlsson              | 4 dicembre 1963 (25 anni)   |       |      | Öxabäcks IF    |
| 4  | D    | Anette Hansson              | 2 maggio 1963 (26 anni)     |       |      | Jitex BK       |
| 5  | D    | Eva Zeikfalvy               | 18 aprile 1967 (22 anni)    |       |      | Malmö FF       |
| 6  | C    | Åsa Persson                 | 31 luglio 1965 (23 anni)    |       |      | Öxabäcks IF    |
| 7  | C    | Ingrid Johansson (capitano) | 9 luglio 1965 (23 anni)     |       |      | GAIS           |
| 8  | A    | Helen Johansson             | 9 luglio 1965 (23 anni)     |       |      | GAIS           |
| 9  | A    | Pia Sundhage                | 13 febbraio 1960 (29 anni)  |       |      | Jitex BK       |
| 10 | A    | Lena Videkull               | 9 dicembre 1962 (26 anni)   |       |      | Malmö FF       |
| 11 | A    | Eleonor Hultin              | 9 agosto 1963 (25 anni)     |       |      | Jitex BK       |
| 12 | P    | Marina Persson              |                             |       |      | Öxabäcks IF    |
| 13 | C    | Malin Swedberg              | 15 settembre 1968 (20 anni) |       |      | Djurgårdens IF |
| 14 | C    | Camilla Andersson           | 3 luglio 1967 (21 anni)     |       |      | Malmö FF       |
| 15 | C    | Pia Syrén                   | 16 novembre 1966 (22 anni)  |       |      | Öxabäcks IF    |
| 16 | A    | Anneli Andelén              | 21 giugno 1968 (21 anni)    |       |      | Öxabäcks IF    |